# HD 50648
HD 50648，又名CD-26 3529，SAO 172504、HR 2567，是一颗恒星，视星等为6.4，位于銀經237.43，銀緯-11.61，其B1900.0坐标为赤經6h 48m 59.1s，赤緯-26° -11.61′ 59″。